# St. Nikolai (Sundhausen)

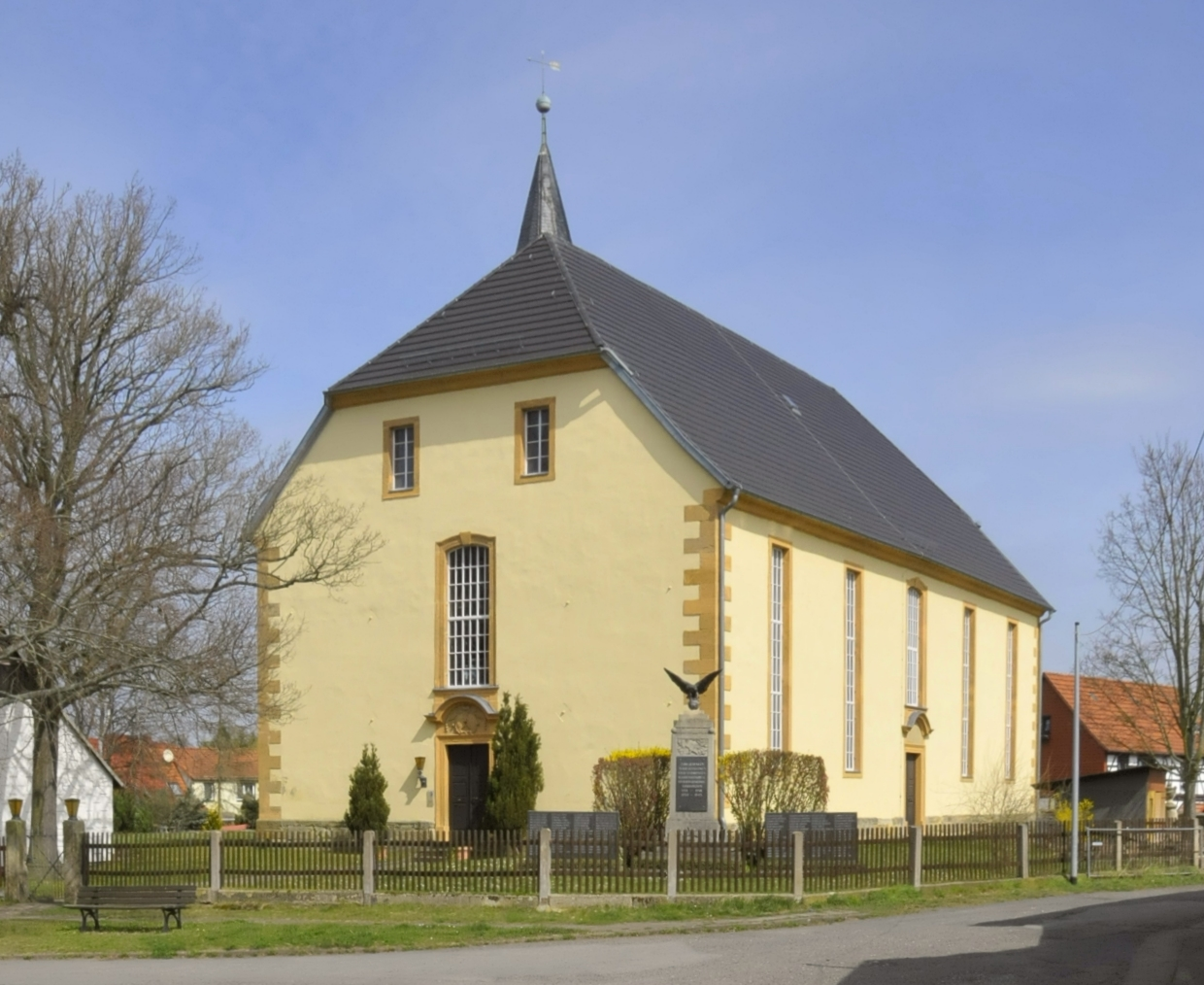
Die Kirche (Außenansicht)

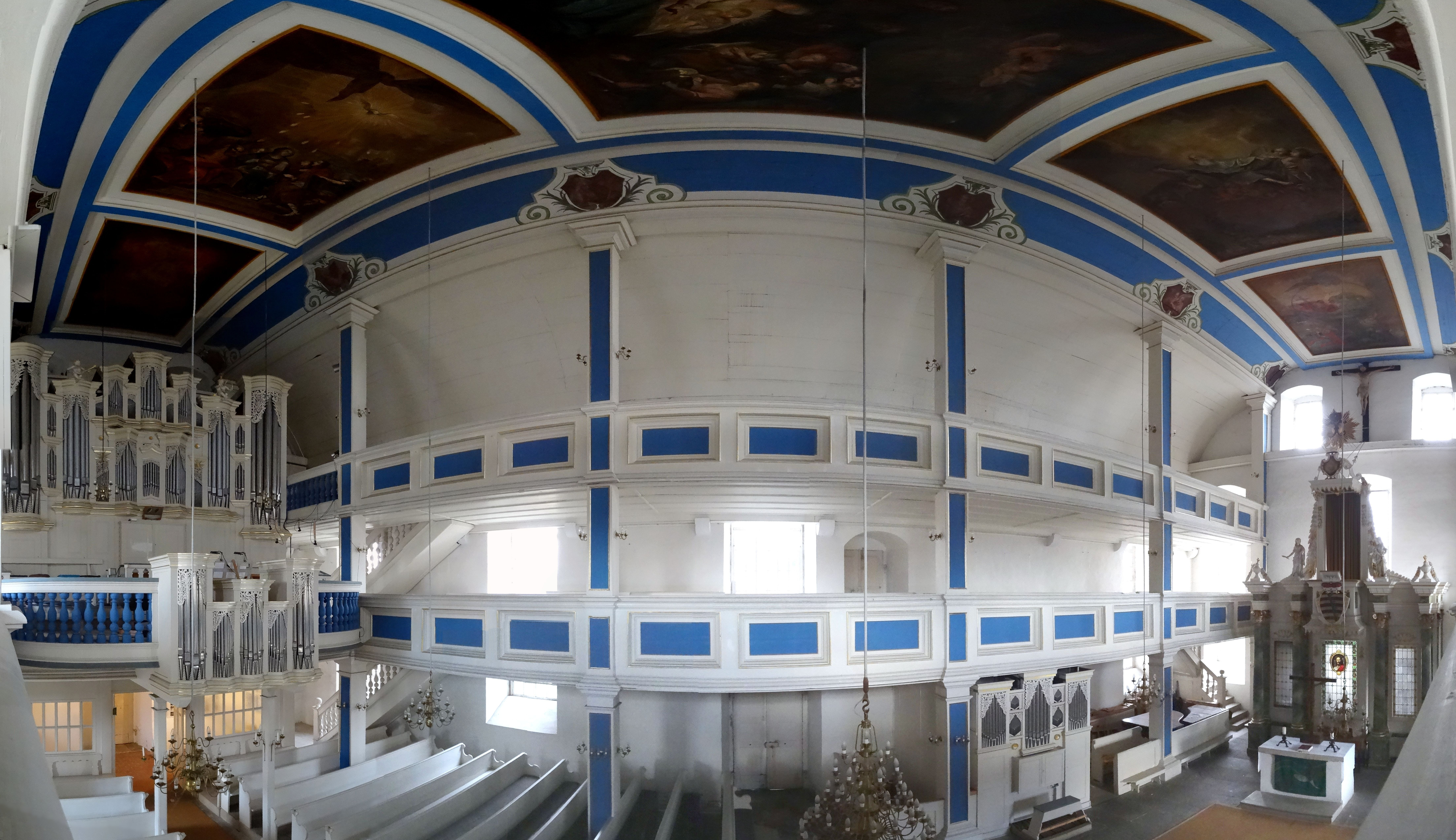
Innenraum-Panorama

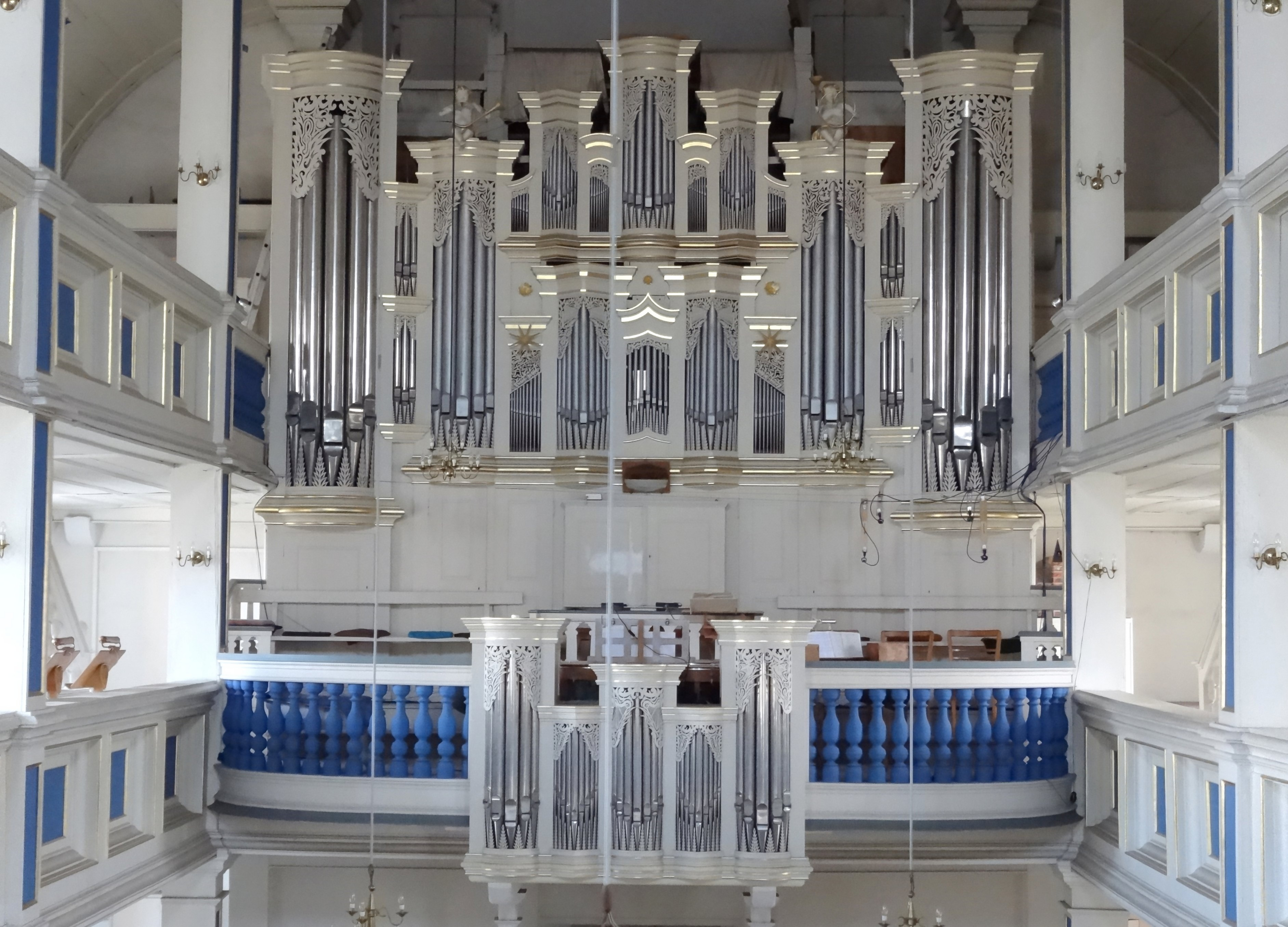
Die große Orgel in St. Nicolai Sundhausen

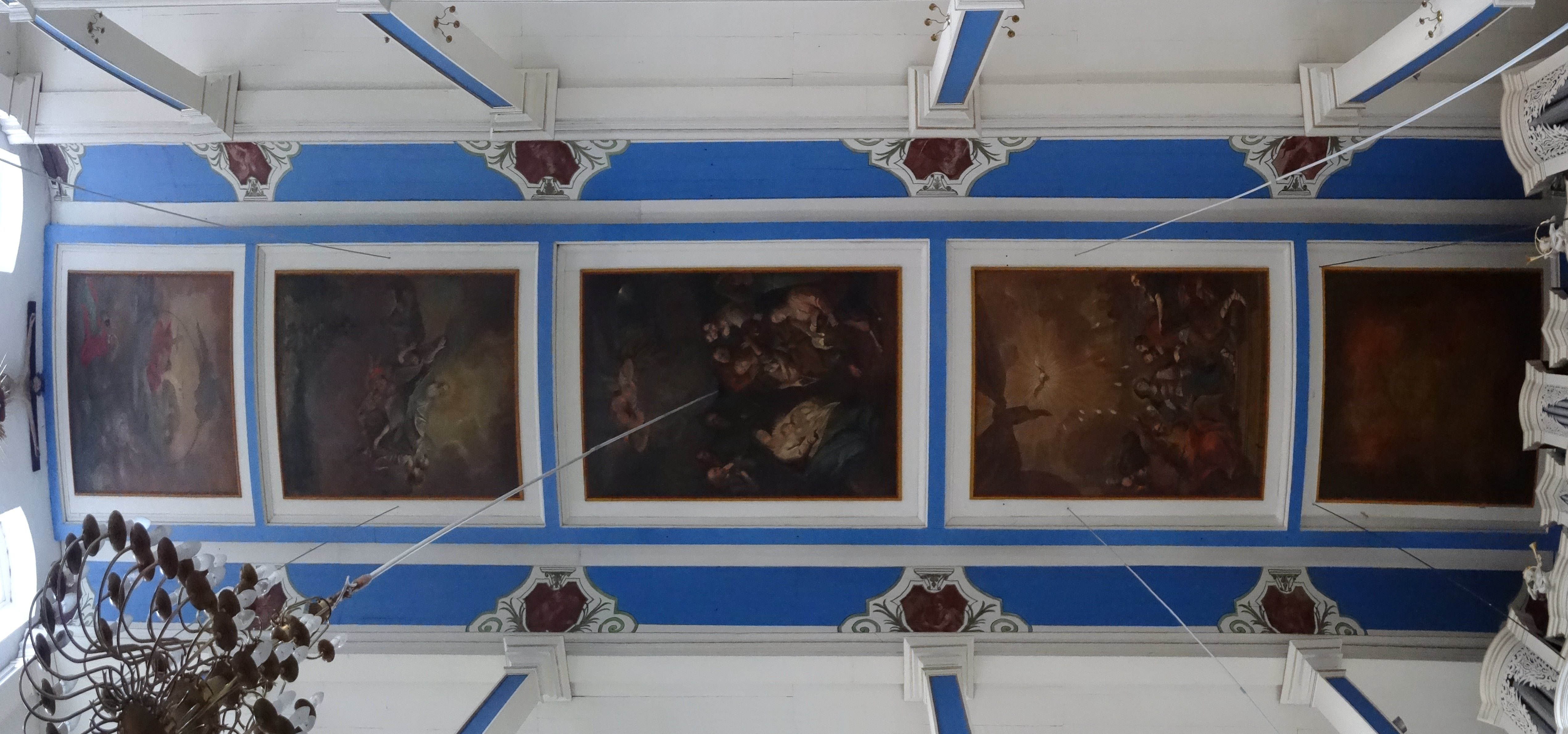
Die Deckengemälde in St. Nicolai

Die evangelische Dorfkirche St. Nikolai steht im Ortsteil Sundhausen der Stadt Gotha im Landkreis Gotha in Thüringen.

## Geschichte
Um 700 wurde durch Augustinermönche mit dem Bau eines Klosters, dem „Münchshof“ begonnen. In der Hauptsache betrieben sie Ackerbau und Schafzucht, in Archiven wird von etwa zehn Schock Tieren gesprochen. Das Kloster war zu Hersfeld verpflichtet, ab etwa 1350 haben die Mönche „Dienst den Herren zu Reinersborn“(Reinhardsbrunn) geleistet.
Der Bau der ersten Kirche kann um 1200 erfolgt sein. Zuvor gingen die Sundhäuser in das heute lange nicht mehr existierende Nachbardorf Gossenborn, die Zuwegung nach dort trägt heute noch den Namen Kirchweg.
Die heutige Dorfkirche St. Nikolai wurde 1729 bis 1730 durch den Barockbaumeister Johann Erhard Straßburger (1675–1754) auf dem Grundstück der Vorgängerkirche errichtet, deren urkundliche Ersterwähnung nicht bekannt ist. Der mittelalterliche Nordwestturm wurde vom Vorgängerbau übernommenen.
Vermutlich um 1740/1741 wurde die Kirche vom Gothaer Hofmaler Johann Heinrich Ritter (1685/1690–1751) ausgemalt. Von den Großfeldern der Flachdecke sind vier Deckengemälde erhalten:
- Die Heilige Dreieinigkeit – Gott Vater, Sohn und Heiliger Geist (hier als Taube dargestellt)
- Die Erschaffung der Welt – Gott Vater im Kreise seiner Engelschar freut sich an seiner Schöpfung
- Christi Geburt (Maria als Mutter Gottes trägt ein weißes Unterkleid mit blauem Gewand darüber)
- Die Ausgießung des Heiligen Geistes

1790 wurde in das neu erbaute Kirchenschiff die Orgel von Johann Nicolaus Langenhan aus Gotha eingebaut. Sie wurde 1980 und 1986 von den Gebrüdern Manfred & Siegfried Sperlich von der zweiten auf die erste Empore versetzt, restauriert und erweitert und besitzt jetzt 28 Register und 2 Manuale.
Im Glockenstuhl aus Holz befinden sich zwei Glocken. Sie stammen von der Glockengießerfirma Schilling aus Apolda aus dem Jahr 1921.
Im April 2015 wurde der Südteil der Friedhofsmauer mit Portal aus den alten Steinen fachmännisch wiederhergestellt. Vor dem westlichen Eingang befindet sich ein imposantes Kriegerdenkmal.
Die Kirchengemeinden Sundhausen, Boilstädt, Leina und Gospiteroda haben sich am 1. Januar 2014 zur Evangelisch-Lutherischen Boxberggemeinde Sundhausen zusammengeschlossen. Sie gehört zum Kirchenkreis Gotha der Evangelischen Kirche in Mitteldeutschland. Die  Zahl der Gemeindeglieder beträgt 863.

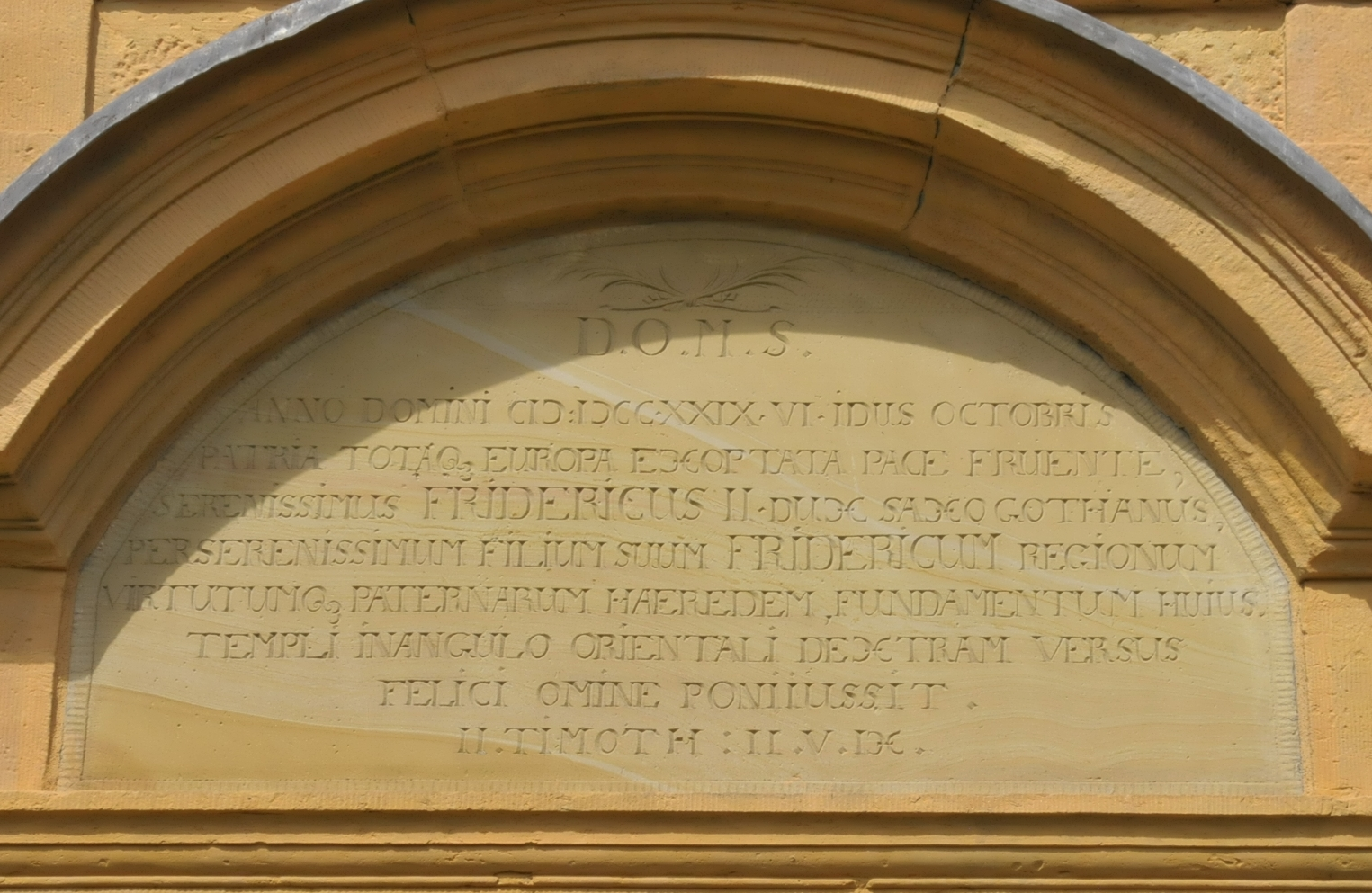
Inschrift über dem Südportal
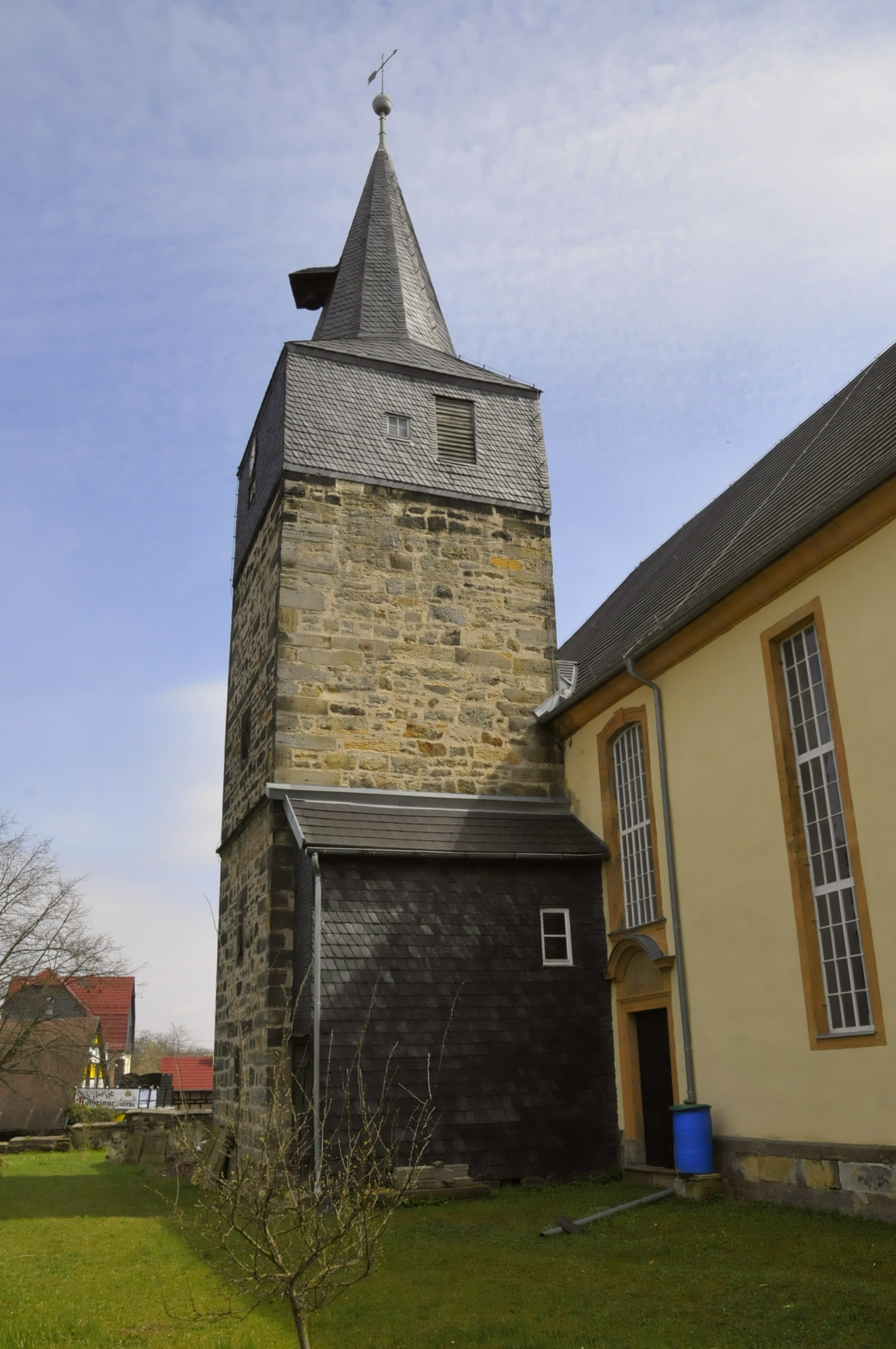
Der mittelalterliche Nordwestturm
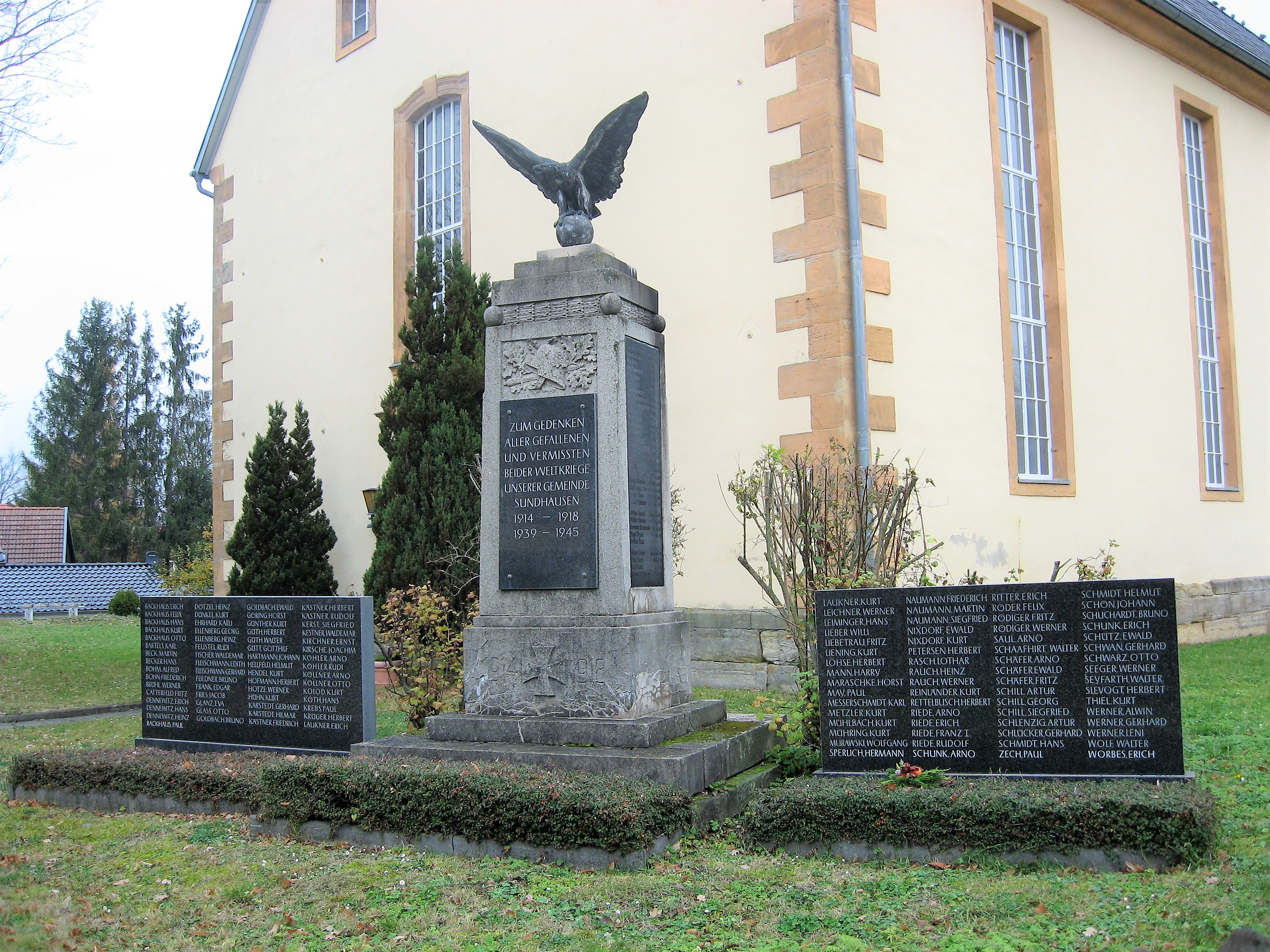
Kriegerdenkmal für beide Weltkriege